# National United Service Company
National United Service Company war ein US-amerikanischer Hersteller von Automobilen.

## Unternehmensgeschichte
Das Unternehmen wurde 1914 in Detroit in Michigan gegründet. Im gleichen Jahr stellte es Automobile her. Die Markennamen lauteten Arrow und United. Außerdem vermarktete das Unternehmen Fahrzeuge von der Arrow Motor Buggy Company als Arrow und von der Beisel Motorette Company als Beisel. Es gab keine Verbindung zur M. C. Whitmore Company, die ebenfalls Fahrzeuge der Marke Arrow herstellte.

## Fahrzeuge

### Markenname Arrow
Das einzige Modell wird zwar als Cyclecar beschrieben, allerdings ist es unklar, ob es die strengen Kriterien für ein Cyclecar erfüllte. Ein wassergekühlter Vierzylindermotor mit 18 PS Leistung trieb über ein Friktionsgetriebe und Riemen die Hinterachse an. Das Fahrgestell hatte 254 cm Radstand und 102 cm Spurweite. Die offene Karosserie des Roadsters bot Platz für zwei Personen.

### Markenname United
Auch dieses Modell wird als Cyclecar beschrieben, obwohl das Leergewicht unbekannt ist. Ein Vierzylindermotor mit 12 PS Leistung trieb über ein Friktionsgetriebe und zwei Ketten die Hinterachse an. Der Radstand betrug 244 cm, die Spurweite 102 cm. Überliefert sind zweisitziger Roadster und Lieferwagen.